# 一色駅
一色駅（いしきえき）は、現在の神奈川県中郡二宮町一色にかつて存在した湘南軌道の駅である。

## 歴史
- 1906年（明治39年）8月1日 - 開業。
- 1937年（昭和12年）8月25日 - 廃止。

## 現在の駅周辺
- 一色分校（二宮町立一色小学校の前身）跡
  - 現在は防災コミュニティーセンターとなっている。

## 隣の駅
下井ノ口駅 - 一色駅 - 中里駅